# Antônio Barros Filho
Antônio Emídio de Barros Filho, mais conhecido como Antônio Barros Filho (São Manuel, 16 de janeiro de 1904 — São Paulo, 16 de dezembro de 1969), foi um empresário, pecuarista, cafeicultor e político brasileiro, que foi senador por São Paulo.

## Biografia
Filho de um grande proprietário de terras, era irmão de Ademar de Barros, que foi governador de São Paulo.
Ingressou na carreira política por intermédio do irmão Adhemar de Barros, de quem foi secretário particular quando aquele era interventor federal no estado.
Filiado ao Partido Social Progressista (PSP), agremiação criada e presidida por Ademar, foi nomeado chefe da Casa Civil de São Paulo assim que seu irmão tomou posse como governador.
Em outubro de 1954, foi eleito suplente de senador pelo PSP, Lino de Matos, e asumiu o mandato em junho de 1955, quando o titular foi eleito prefeito de São Paulo, ficando ali até abril de 1956, quando do retorno do titular.
Foi diretor do Jornal da Manhã. Seu único filho, Reynaldo Emygdio de Barros, foi prefeito de São Paulo entre 1979 e 1982.